# Kirke Sonnerup
Kirke Sonnerup es una localidad situada en el municipio de Lejre, en la región de Selandia (Dinamarca), con una población en 2012 de unos 973 habitantes.
Se encuentra ubicada al norte de la isla de Selandia, al sur del fiordo de Roskilde, en el Kattegat, mar Báltico.